# كلية الهندسة (جامعة بني سويف)
كلية الهندسة بجامعة بني سويف هي إحدى الكليات التابعة لجامعة بني سويف، تأسست بقرار جمهوري رقم 267 لسنة 2006، وبدأت الدراسة بها في عام 2009.

## تاريخ الكلية
تم افتتاح كلية الهندسة بجامعة بني سويف عام 2009، وبدأت الدراسة بها في مبنى تابع لكلية التعليم الصناعي. في عام 2011، تم نقلها إلى المبنى الجديد بالجامعة شرق النيل. عند بداية الدراسة، ضمت الكلية قسم الهندسة المدنية فقط بنظام الساعات المعتمدة، لكن النظام ألغي للدفعات الجديدة عام 2012 بسبب زيادة أعداد الطلاب وقلة أعضاء هيئة التدريس.
شهدت الكلية تطورًا في بنيتها الأكاديمية، حيث:
- بدأت الدراسة في الكلية عام 2009 في مبنى كلية التعليم الصناعي.
- تم الانتقال إلى المبنى الجديد بجامعة بني سويف عام 2011.
- افتُتح قسم الهندسة المعمارية عام 2013.
- تم افتتاح قسم الهندسة الكهربية بتخصصي القوى والآلات الكهربية، والاتصالات والإلكترونيات عام 2021.[1]
- تم تخريج أول دفعة من الكلية عام 2014.

## الأقسام الأكاديمية
تضم الكلية عدة أقسام تشمل:
- قسم الهندسة المدنية: ويشمل تخصص الهندسة الإنشائية.
- قسم الهندسة المعمارية.
- قسم الهندسة الكهربية: بتخصصي القوى والآلات الكهربية، والاتصالات والإلكترونيات.[1]
- قسم الهندسة الميكانيكية: (قيد الإنشاء).

## نظام الدراسة
تعتمد الكلية نظام الفصلين الدراسيين، وتمنح درجة البكالوريوس في التخصصات المختلفة بعد خمس سنوات من الدراسة، تشمل سنة إعدادية عامة يليها التخصص. تقدم الكلية أيضًا برامج دراسات عليا في بعض التخصصات.

## القبول
يُشترط للقبول الحصول على شهادة الثانوية العامة (القسم العلمي) أو ما يعادلها، ويتم التقدم من خلال مكتب التنسيق وفقًا لقواعد المجلس الأعلى للجامعات.

## المرافق والخدمات
تتوفر بالكلية معامل هندسية، مكتبة علمية، قاعات تدريس، وقاعات للمشاريع الطلابية.

## خطة الكلية
تهدف الكلية إلى منح درجة البكالوريوس في:
- الهندسة المدنية.
- الهندسة المعمارية.
- الهندسة الكهربية.
- الهندسة الميكانيكية (تحت الإنشاء).

## وصلات خارجية
- الموقع الرسمي لكلية الهندسة - جامعة بني سويف